# Мувафи, Мурад
Мура́д Мува́фи (араб. مراد موافي‎, р.2 февраля 1950) — директор Службы общей разведки Египта в 2011−2012 годах.

## Биография
Был губернатором мухафазы Северный Синай, руководителем Службы военной разведки Египта (Mukhabarat el-Kharbeya). Назначен на должность директора Службы общей разведки президентом Х.Мубараком 31 января 2011 года после того, как в ходе народных волнений в январе 2011 года предыдущий руководитель разведки Омар Сулейман был назначен на должность вице-президента Египта. Воинское звание — генерал-майор.
8 августа 2012 года, через несколько дней после атаки боевиков на КПП на границе Египта и Израиля, отправлен в отставку новым президентом Египта М. Мурси.